# Irena Niedźwiecka-Filipiak
Irena Niedźwiecka-Filipiak – polska inżynier, dr hab. nauk technicznych, profesor nadzwyczajny i dyrektor Instytutu Architektury Krajobrazu Wydziału Inżynierii Kształtowania Środowiska i Geodezji Uniwersytetu Przyrodniczego we Wrocławiu.

## Życiorys
9 czerwca 1999 obroniła pracę doktorską Wpływ architektury obiektów nierolniczych na kształtowanie krajobrazu wsi, 20 października 2010 habilitowała się na podstawie pracy zatytułowanej Wyróżniki krajobrazu i architektury wsi Polski południowo-zachodniej. Piastuje stanowisko profesora nadzwyczajnego i dyrektora w Instytucie Architektury Krajobrazu na Wydziale Inżynierii Kształtowania Środowiska i Geodezji Uniwersytetu Przyrodniczego we Wrocławiu.